# Побєда (Карабалицький район)
Побє́да (каз. Победа) — село у складі Карабалицького району Костанайської області Казахстану. Адміністративний центр та єдиний населений пункт Побєдинської сільської адміністрації.
Населення — 343 особи (2021; 906 у 2009, 1045 у 1999, 1312 у 1989).